# Elizabeth Esty
Elizabeth Henderson Esty (Oak Park, 25 agosto 1959) è una politica statunitense, membro della Camera dei Rappresentanti per lo stato del Connecticut dal 2013 al 2019.

## Biografia
Nata nell'Illinois, Elizabeth Henderson si trasferì diverse volte da bambina a causa del lavoro di suo padre e crebbe nel Minnesota. Dopo aver studiato all'Harvard College, Elizabeth si laureò in legge a Yale e nello stesso periodo sposò Daniel Esty, da cui ebbe tre figli.
La Esty svolse diversi lavori, fra cui la consulente legale e l'insegnante universitaria, oltre a collaborare con Planned Parenthood. Nel 1994 si trasferì con la famiglia nel Connecticut e dopo qualche anno si interessò alla politica.
Nel 2008 ottenne un seggio all'interno della legislatura statale del Connecticut come membro del Partito Democratico, dopo aver sconfitto il repubblicano in carica Alfred Adinolfi. Dopo un solo mandato, la Esty venne di nuovo sfidata da Adinolfi, che si riprese il seggio con un margine di scarto molto stretto.
Nel 2012 il deputato Chris Murphy annunciò la sua intenzione di lasciare la Camera dei Rappresentanti per concorrere alle elezioni del Senato e così la Esty si candidò per il suo seggio. Nella competizione elettorale dovette affrontare il candidato repubblicano Andrew Roraback, ma riuscì a sconfiggerlo e ad approdare al Congresso.
Rieletta nel 2014 e nel 2016, nel 2018 annunciò la propria intenzione di non concorrere per un altro mandato dopo essere stata coinvolta in uno scandalo: emerse infatti che la Esty, supporter del movimento Me Too, aveva coperto il suo capo di gabinetto dopo essere venuta a conoscenza del fatto che l'uomo aveva molestato sessualmente e minacciato di morte una collaboratrice.
Elizabeth Esty è una democratica di stampo progressista; suo marito Daniel, un giurista, fu un collaboratore del governatore Dan Malloy.